# Brisbane International
Brisbane International, oficiálně Brisbane International presented by Evie, je profesionální tenisový turnaj mužů a žen hraný v australském Brisbane. Dějištěm konání se stal areál Queensland Tennis Centre s tvrdým povrchem Greenset Cushion, který v roce 2020 nahradil Plexicushion. 
Ženská část se hraje od roku 1997 na okruhu WTA Tour, kdy odstartovala v Gold Coast. V sezóně 2021 se stala součástí kategorie WTA 500. Mezi roky 2012–2020 byla hrána v kategorii Premier. Mužská část byla založena roku 1972 v Adelaide. K přesunu a sloučení obou turnajů do Brisbane došlo v sezóně 2009. Na okruhu ATP Tour roku 2009 muží hrají v kategorii ATP Tour 250. V letech 2020–2023 byla jejich polovina nahrazena týmovými soutěžemi, ATP Cupem a United Cupem.
Turnaj probíhá v lednovém termínu jako úvodní díl Australian Open Series v rámci přípravy na vrchol australské letní sezóny, grandslamové Australian Open. Vlastníkem a spoluorganizátorem je národní tenisový svaz Tennis Australia. V rámci brisbaneského dějiště drží nejvyšší počet tří singlových titulů Češka Karolína Plíšková. Mezi muži jsou rekordmany dvojnásobní vítězové, Brit Andy Murray s Bulharem Grigorem Dimitrovem.

## Historie

### 1972: Mužský turnaj na okruhu Grand Prix
Historie turnaje Brisbane International sahá do počátku 70. let dvacátého století. V roce 1970 vznikl profesionální okruh Grand Prix, který byl dalších devatenáct let pořádán po boku paralelního okruhu World Championship Tennis. V kalendáři mužské Grand Prix došlo v období kolem grandslamu Australian Open, tehdy hraného v Brisbane, k založení queenslandské série turnajů označované jako jihozápadní pacifická sezóna (South West Pacific season), jíž tvořily události v Sydney, tasmánském Hobartu a novozélandském Aucklandu. Čtvrtým v pořadí se stal turnaj v Adelaide, jehož první ročník proběhl již v roce 1889. Poté se konal na trávě jako amatérský turnaj nazvaný State championship. 

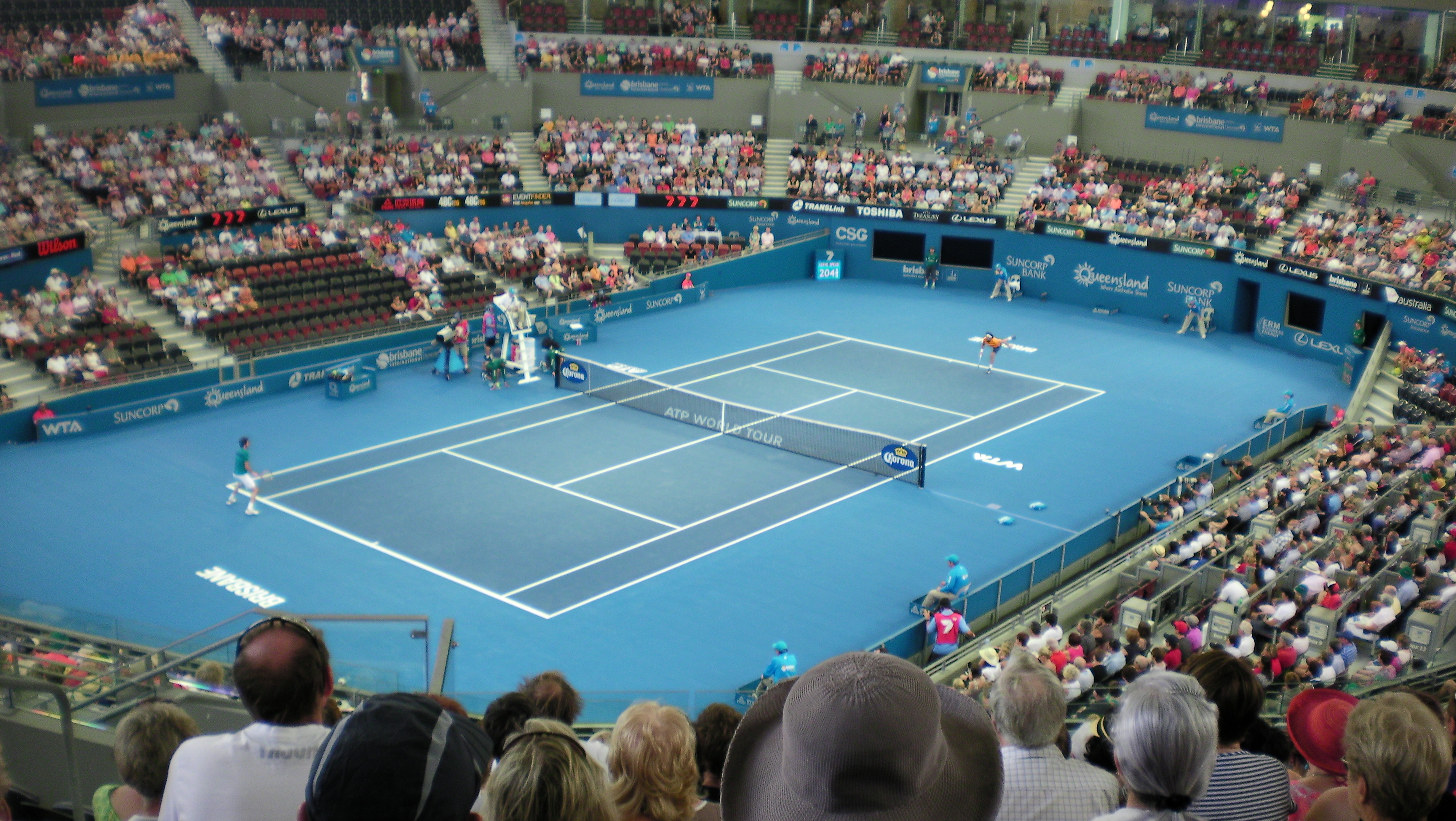
Pat Rafter Arena během utkání

V roce 1972 získal turnaj profesionální status a premiérový ročník tohoto charakteru se odehrál pod jménem South Australian Tennis Championships. Vítězem travnaté akce se stal sovětský tenista Alex Metreveli, když ve finále přehrál Australana Kima Warwicka. Čtyřhra se nehrála. Ženská část ročníku 1972 však nezískala místo na ženském okruhu Grand Prix, ani v rámci okruhu WTA sponzorovaném Virginia Slims, a amatérskou událost ovládla australská hráčka Evonne Goolagongová.
Následující ročníky byly charakterizovány nepravidelností konání, když se adelaidský turnaj stal součástí profesionálního okruhu v letech 1974 a 1977, sponzorovaný firmou Marlboro a pojmenovaný South Australian Men's Tennis Classic. Od sezóny 1979 získal název South Australian Open na řadu ročníků a od roku 1981 byl hrán pravidelně s roční periodicitou. Na počátku osmdesátých let se v termínové listině Grand Prix přesunul z ledna na prosinec. V roce 1987 se stal zahajovacím turnajem celé mužské sezóny, když se datum jeho konání vrátilo na leden, v návaznosti na přesun Australian Open, z něhož se stal první Grand Slam kalendářního roku. Poté, co v roce 1988 opustil australský major travnatý povrch, uskutečnilo změnu na tvrdý povrch i Adelaide. V průběhu osmdesátých let se mezi australské šampiony zařadili Wally Masur, Mark Kratzmann, Mark Woodforde či Darren Cahill.

### 1990: Součást ATP Tour

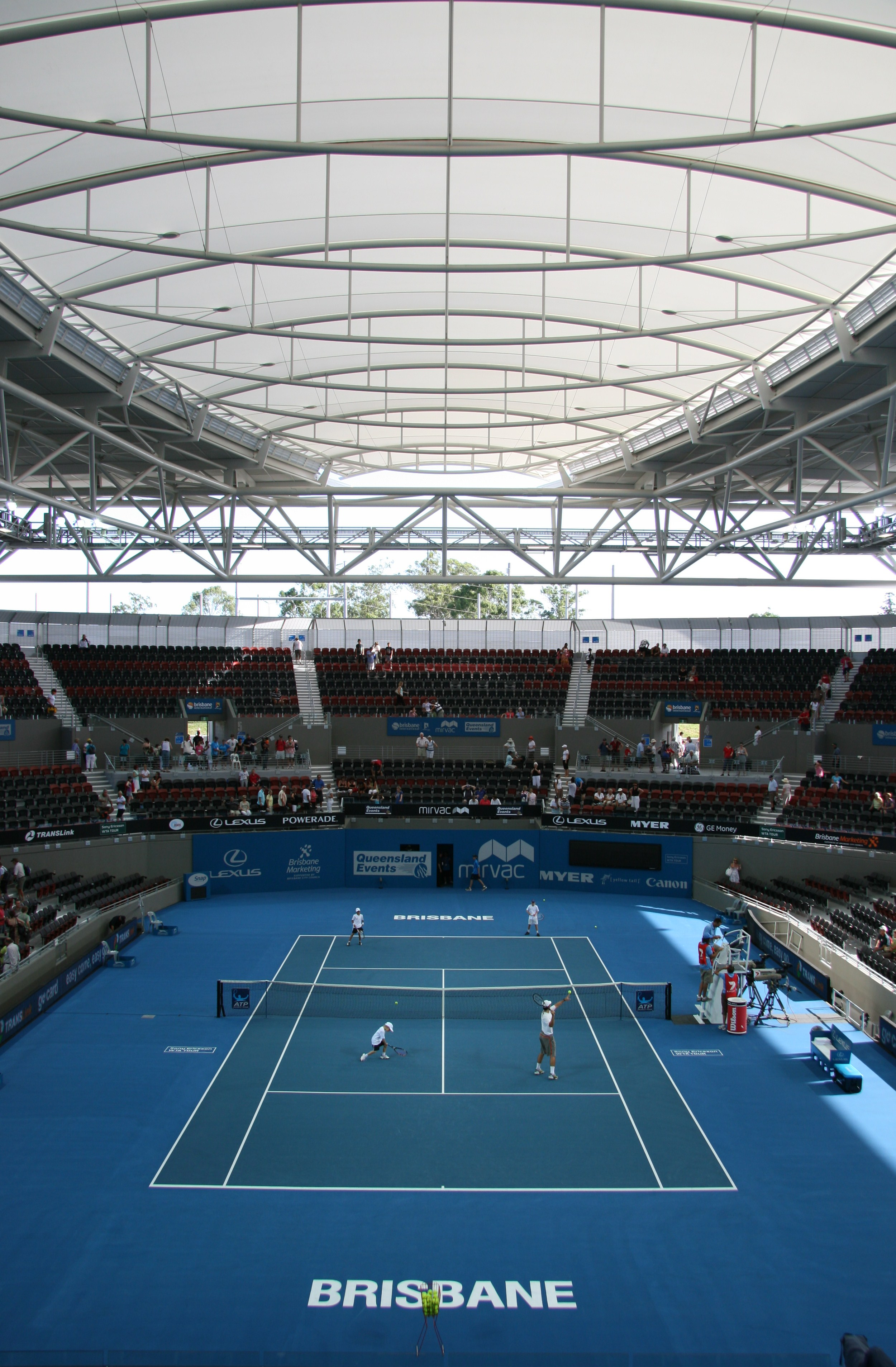
Pat Rafter Arena se zataženou střechou

Od sezóny 1990 se turnaj včlenil do kalendáře nově založeného okruhu ATP Tour, když byl zapsán do kategorie ATP World Series, což doprovodila i aktualizace názvu v podobě Australian Men's Hardcourt Championships s odměnami hráčům v rozmezí 93–125 000 dolarů. Kategorie se v roce 2000 přejmenovala na ATP International Series.

### 1997: Založení ženského turnaje WTA Tour
Roku 1997 se softwarová společnost Corel Corporation stala sponzorem nově zřízeného turnaje žen na okruhu WTA Tour. Dějištěm se staly otevřené dvorce s tvrdým povrchem areálu Resort Tennis Centre in Hope Island v queenslandském Gold Coast. Hrálo se na jeho předměstí Hope Island. Událost pod jménem Gold Coast Classic se zařadila do kategorie Tier III a spolu s mužským turnajem v Adelaide vytvořila zahajovací akci profesionálních sezón.
Ženskou přípravu na melbournský grandslam, v nižší úrovni okruhu WTA, vyhrály Jelena Lichovcevová, Ai Sugijamová, Justine Heninová, Patty Schnyderová či Venus Williamsová. V letech 1998–2002 se turnaj konal pod oficiálním názvem Thalgo Australian Women's Hardcourts. Od roku 2003 se na tři sezóny generálním sponzorem stala firma Uncle Tobys, což se odrazilo ve jménu Uncle Tobys Hardcourts. V období 2006–2008 pak označení znělo Mondial Australian Women's Hardcourts.

### 2009: Přesun do Brisbane a sloučení mužské a ženské poloviny

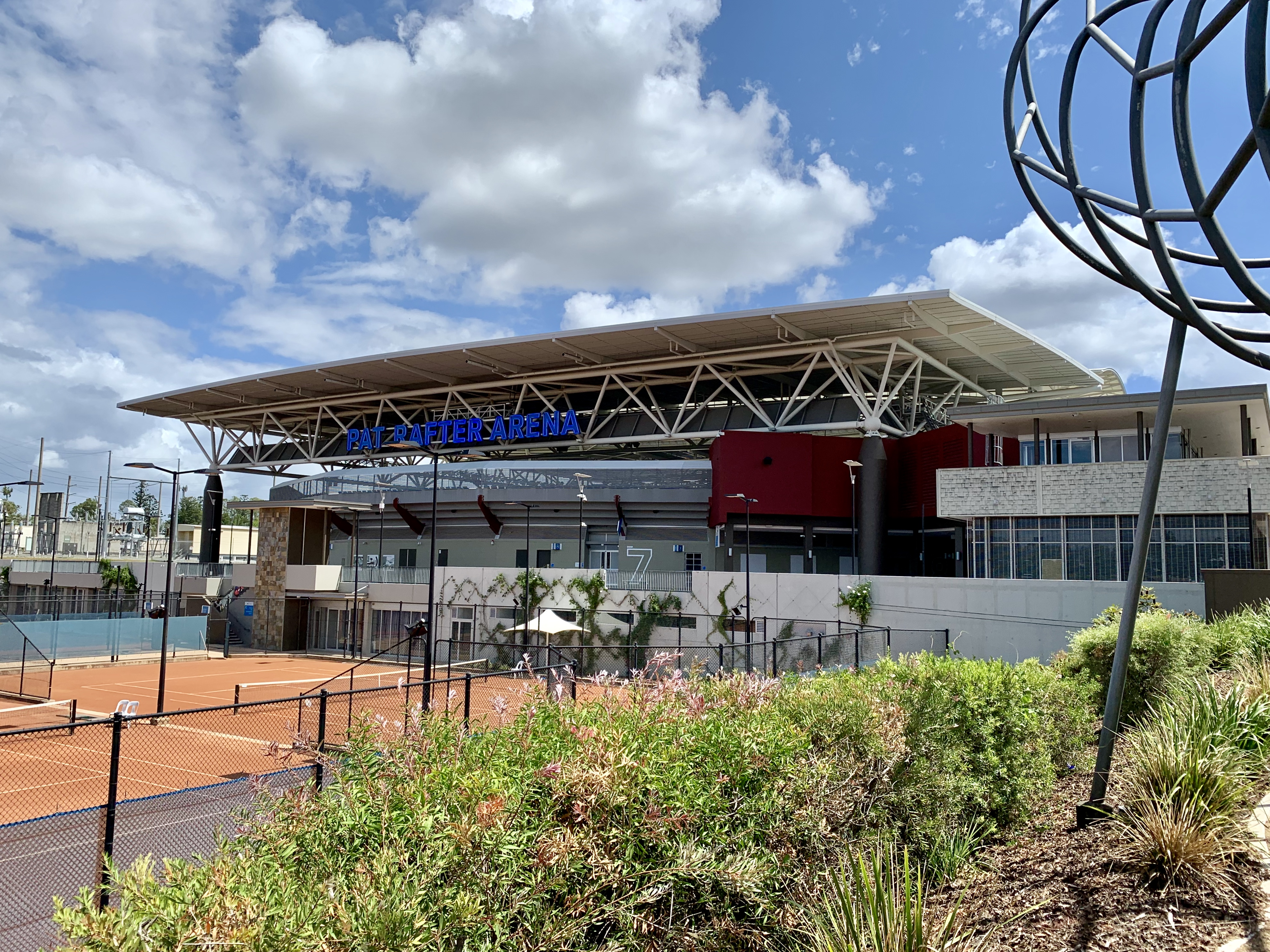
Exteriér arény Pata Raftera

V souvislosti s reorganizací kategorií pofesionálních okruhů ATP a WTA došlo v roce 2009 k přestěhování mužské i ženské části turnaje do Brisbane. Rozhodnutí o sloučení obou událostí – Next Generation Adelaide International a Mondial Australian Women's Hardcourts, padlo již v sezóně 2006, s cílem vytvořit velký turnaj podobný Sydney International a zvýšit tím konkurenceschopnost vůči současně probíhajícím tenisovým akcím v cizině. Muži byli zařazeni do nové kategorie ATP World Tour 250 a ženám patřila kategorie WTA International, kterou v roce 2012 nahradila kvalitativně vyšší WTA Premier.
Prezident národního svazu Tennis Australia Steve Wood sloučení a přesun komentoval slovy: „Jedním z důvodů, proč jsme se tak rozhodli učinit byl fakt, že v cizině vzrostl počet lukrativně atraktivních turnajů fungujících jako příprava na Australian Open, které nabízejí nejlepším hráčům možnost většího výběru k přípravě na úvodní Grand Slam. […] Takže jsme chtěli, aby se tenisté chystající se na Australian Open rozhodli pro přípravu tady v Austrálii.“ První ročník přesunutého Brisbane International se uskutečnil během ledna 2009 v nově vystavěném areálu Tennyson Tennis Centre, s centrálním dvorcem pojmenovaném po Patricku Rafterovi. Singlové tituly na něm získali Čech Radek Štěpánek a Běloruska Viktoria Azarenková.

### 2020 a od 2024: Pokračování žen, týmové soutěže v Brisbane a návrat individuálního turnaje
Řídící organizace okruhu ATP Tour nahradila mužský turnaj od sezóny 2020, spolu se Sydney International, obnovenou událostí v Adelaide. Důvodem se stala nově založená mužská týmová soutěž ATP Cup, probíhající v Perthu, Sydney a Brisbane, kde zůstala ženská polovina. První trojnásobnou šampiónkou ve dvouhře se v roce 2020 stala Češka Karolína Plíšková. V mužském singlu se prvním dvojnásobným vítězem stal Brit Andy Murray, kterého dvěma triumfy z let 2017 a 2024 napodobil Bulhar Grigor Dimitrov.
V sezóně 2023 nahradila brisbanský ATP Cup na jeden rok smíšená týmová soutěž United Cup, jíž v roce 2024 vystřídal obnovený individuální turnaj Brisbane International.

## Místo konání
| - 1972–2008: Adelaide - Od 2009: Brisbane | - 1997–2008: Gold Coast - Od 2009: Brisbane |

## Přehled finále

### Mužská dvouhra
| Rok  | vítěz                        | finalista                    | výsledek                     |
| ---- | ---------------------------- | ---------------------------- | ---------------------------- |
| 2025 | Jiří Lehečka                 | Reilly Opelka                | 4–1skreč                     |
| 2024 | Grigor Dimitrov              | Holger Rune                  | 7–6 (7–5), 6–4               |
| 2023 | hrán United Cup              | hrán United Cup              | hrán United Cup              |
| 2022 | hrán ATP Cup                 | hrán ATP Cup                 | hrán ATP Cup                 |
| 2020 | hrán ATP Cup                 | hrán ATP Cup                 | hrán ATP Cup                 |
| 2019 | Kei Nišikori                 | Daniil Medveděv              | 6–4, 3–6, 6–2                |
| 2018 | Nick Kyrgios                 | Ryan Harrison                | 6–4, 6–2                     |
| 2017 | Grigor Dimitrov              | Kei Nišikori                 | 6–2, 2–6, 6–3                |
| 2016 | Milos Raonic                 | Roger Federer                | 6–4, 6–4                     |
| 2015 | Roger Federer                | Milos Raonic                 | 6–4, 6–7(2–7), 6–4           |
| 2014 | Lleyton Hewitt               | Roger Federer                | 6–1, 4–6, 6–3                |
| 2013 | Andy Murray                  | Grigor Dimitrov              | 7–6, 6–4                     |
| 2012 | Andy Murray                  | Alexandr Dolgopolov          | 6–1, 6–3                     |
| 2011 | Robin Söderling              | Andy Roddick                 | 6–3, 7–5                     |
| 2010 | Andy Roddick                 | Radek Štěpánek               | 7–6(7–2), 7–6(9–7)           |
| 2009 | Radek Štěpánek               | Fernando Verdasco            | 3–6, 6–3, 6–4                |
| 2008 | Michaël Llodra               | Jarkko Nieminen              | 6–3, 6–4                     |
| 2007 | Novak Djoković               | Chris Guccione               | 6–3, 6–7(6–8), 6–4           |
| 2006 | Florent Serra                | Xavier Malisse               | 6–3, 6–4                     |
| 2005 | Joachim Johansson            | Taylor Dent                  | 7–5, 6–3                     |
| 2004 | Dominik Hrbatý               | Michaël Llodra               | 6–4, 6–0                     |
| 2003 | Nikolaj Davyděnko            | Kristof Vliegen              | 6–2, 7–6(7–3)                |
| 2002 | Tim Henman                   | Mark Philippoussis           | 6–4, 6–7(6–8), 6–3           |
| 2001 | Tommy Haas                   | Nicolás Massú                | 6–3, 6–1                     |
| 2000 | Lleyton Hewitt               | Thomas Enqvist               | 3–6, 6–3, 6–2                |
| 1999 | Thomas Enqvist               | Lleyton Hewitt               | 4–6, 6–1, 6–2                |
| 1998 | Lleyton Hewitt               | Jason Stoltenberg            | 3–6, 6–3, 7–6(7–4)           |
| 1997 | Todd Woodbridge              | Scott Draper                 | 6–2, 6–1                     |
| 1996 | Jevgenij Kafelnikov          | Byron Black                  | 7–6(7–0), 3–6, 6–1           |
| 1995 | Jim Courier                  | Arnaud Boetsch               | 6–2, 7–5                     |
| 1994 | Jevgenij Kafelnikov          | Alexandr Volkov              | 6–4, 6–3                     |
| 1993 | Nicklas Kulti                | Christian Bergström          | 3–6, 7–5, 6–4                |
| 1992 | Goran Ivanišević             | Christian Bergström          | 1–6, 7–6(7–5), 6–4           |
| 1991 | Nicklas Kulti                | Michael Stich                | 6–3, 1–6, 6–2                |
| 1990 | Thomas Muster                | Jimmy Arias                  | 3–6, 6–2, 7–5                |
| 1989 | Mark Woodforde               | Patrik Kühnen                | 7–5, 1–6, 7–5                |
| 1988 | Mark Woodforde               | Wally Masur                  | 6–2, 6–4                     |
| 1987 | Wally Masur                  | Bill Scanlon                 | 6–4, 7–6                     |
| 1986 | turnaj se nekonal            | turnaj se nekonal            | turnaj se nekonal            |
| 1985 | Eddie Edwards                | Peter Doohan                 | 6–2, 6–4                     |
| 1984 | Peter Doohan                 | Huub van Boeckel             | 1–6, 6–1, 6–4                |
| 1983 | Mike Bauer                   | Miloslav Mečíř               | 3–6, 6–4, 6–1                |
| 1982 | Mike Bauer                   | Chris Johnstone              | 4–6, 7–6, 6–2                |
| 1981 | Mark Edmondson               | Brad Drewett                 | 7–5, 6–2                     |
| 1980 | turnaj nebyl součástí okruhu | turnaj nebyl součástí okruhu | turnaj nebyl součástí okruhu |
| 1979 | Kim Warwick                  | Bernard Mitton               | 7–5, 6–4                     |
| 1978 | turnaj nebyl součástí okruhu | turnaj nebyl součástí okruhu | turnaj nebyl součástí okruhu |
| 1977 | Victor Amaya                 | Brian Teacher                | 6–1, 6–4                     |
| 1976 | turnaj nebyl součástí okruhu | turnaj nebyl součástí okruhu | turnaj nebyl součástí okruhu |
| 1975 | turnaj nebyl součástí okruhu | turnaj nebyl součástí okruhu | turnaj nebyl součástí okruhu |
| 1974 | Dick Stockton                | Geoff Masters                | 6–2, 6–3, 6–2                |
| 1973 | turnaj nebyl součástí okruhu | turnaj nebyl součástí okruhu | turnaj nebyl součástí okruhu |
| 1972 | Alex Metreveli               | Kim Warwick                  | 6–3, 6–3, 7–6                |

### Ženská dvouhra
| Rok  | vítězka                           | finalistka                        | výsledek                          |
| ---- | --------------------------------- | --------------------------------- | --------------------------------- |
| 2025 | Aryna Sabalenková                 | Polina Kuděrmetovová              | 4–6, 6–3, 6–2                     |
| 2024 | Jelena Rybakinová                 | Aryna Sabalenková                 | 6–0, 6–3                          |
| 2023 | hrán United Cup                   | hrán United Cup                   | hrán United Cup                   |
| 2022 | zrušeno kvůli pandemii koronaviru | zrušeno kvůli pandemii koronaviru | zrušeno kvůli pandemii koronaviru |
| 2021 | zrušeno kvůli pandemii koronaviru | zrušeno kvůli pandemii koronaviru | zrušeno kvůli pandemii koronaviru |
| 2020 | Karolína Plíšková (3)             | Madison Keysová                   | 6–4, 4–6, 7–5                     |
| 2019 | Karolína Plíšková (2)             | Lesja Curenková                   | 4–6, 7–5, 6–2                     |
| 2018 | Elina Svitolinová                 | Aljaksandra Sasnovičová           | 6–2, 6–1                          |
| 2017 | Karolína Plíšková                 | Alizé Cornetová                   | 6–0, 6–3                          |
| 2016 | Viktoria Azarenková (2)           | Angelique Kerberová               | 6–3, 6–1                          |
| 2015 | Maria Šarapovová                  | Ana Ivanovićová                   | 6–7(4–7), 6–3, 6–3                |
| 2014 | Serena Williamsová (2)            | Viktoria Azarenková               | 6–4, 7–5                          |
| 2013 | Serena Williamsová                | Anastasija Pavljučenkovová        | 6–2, 6–1                          |
| 2012 | Kaia Kanepiová                    | Daniela Hantuchová                | 6–2, 6–1                          |
| 2011 | Petra Kvitová                     | Andrea Petkovicová                | 6–1, 6–3                          |
| 2010 | Kim Clijstersová                  | Justine Heninová                  | 6–3, 4–6, 7–6(8–6)                |
| 2009 | Viktoria Azarenková               | Marion Bartoliová                 | 6–3, 6–1                          |
| 2008 | Li Na                             | Viktoria Azarenková               | 4–6, 6–3, 6–4                     |
| 2007 | Dinara Safinová                   | Martina Hingisová                 | 6–3, 3–6, 7–5                     |
| 2006 | Lucie Šafářová                    | Flavia Pennettaová                | 6–3, 6–4                          |
| 2005 | Patty Schnyderová                 | Samantha Stosurová                | 1–6, 6–3, 7–5                     |
| 2004 | Ai Sugijamová                     | Naděžda Petrovová                 | 1–6, 6–1, 6–4                     |
| 2003 | Nathalie Dechyová                 | Marie-Gayanay Mikaelianová        | 6–3, 3–6, 6–3                     |
| 2002 | Venus Williamsová                 | Justine Heninová                  | 7–5, 6–2                          |
| 2001 | Justine Heninová                  | Silvia Farinaová Eliaová          | 7–6(7–5), 6–4                     |
| 2000 | Silvija Talajová                  | Conchita Martínezová              | 6–1, 3–6, 6–0                     |
| 1999 | Patty Schnyderová                 | Mary Pierceová                    | 4–6, 7–6(7–5), 6–2                |
| 1998 | Ai Sugijamová                     | María Ventová                     | 7–5, 6–0                          |
| 1997 | Jelena Lichovcevová               | Ai Sugijamová                     | 3–6, 7–6(9–7), 6–3                |

### Mužská čtyřhra
| Rok  | vítězové                           | finalisté                                | výsledek                     |
| ---- | ---------------------------------- | ---------------------------------------- | ---------------------------- |
| 2025 | Julian Cash Lloyd Glasspool        | Jiří Lehečka Jakub Menšík                | 6–3, 6–7(2–7), [10–6]        |
| 2024 | Lloyd Glasspool Jean-Julien Rojer  | Kevin Krawietz Tim Pütz                  | 7–6(7–3), 5–7, [12–10]       |
| 2023 | hrán United Cup                    | hrán United Cup                          | hrán United Cup              |
| 2022 | hrán ATP Cup                       | hrán ATP Cup                             | hrán ATP Cup                 |
| 2020 | hrán ATP Cup                       | hrán ATP Cup                             | hrán ATP Cup                 |
| 2019 | Marcus Daniell Wesley Koolhof      | Rajeev Ram Joe Salisbury                 | 6–4, 7–6(8-6)                |
| 2018 | Henri Kontinen John Peers          | Leonardo Mayer Horacio Zeballos          | 3–6, 6–3, [10–2]             |
| 2017 | Thanasi Kokkinakis Jordan Thompson | Gilles Müller Sam Querrey                | 7–6(9–7), 6–4                |
| 2016 | Henri Kontinen John Peers          | James Duckworth Chris Guccione           | 7–6(7–4), 6–1                |
| 2015 | Jamie Murray John Peers            | Alexandr Dolgopolov Kei Nišikori         | 6–3, 7–6(7–4)                |
| 2014 | Mariusz Fyrstenberg Daniel Nestor  | Juan Sebastián Cabal Robert Farah Maksúd | 6–7(4–7), 6–4, [10–7]        |
| 2013 | Marcelo Melo Tommy Robredo         | Eric Butorac Paul Hanley                 | 4–6, 6–1, [10–5]             |
| 2012 | Daniel Nestor Max Mirnyj           | Jürgen Melzer Philipp Petzschner         | 6–1, 6–2                     |
| 2011 | Lukáš Dlouhý Paul Hanley           | Robert Lindstedt Horia Tecău             | 6–4skreč                     |
| 2010 | Jérémy Chardy Marc Gicquel         | Lukáš Dlouhý Leander Paes                | 6–3, 7–6(7–5)                |
| 2009 | Marc Gicquel Jo-Wilfried Tsonga    | Fernando Verdasco Mischa Zverev          | 6–4, 6–3                     |
| 2008 | Martín García Marcelo Melo         | Chris Guccione Robert Smeets             | 6–3, 3–6, [10–7]             |
| 2007 | Wesley Moodie Todd Perry           | Novak Djoković Radek Štěpánek            | 6–3, 4–6, [15–13]            |
| 2006 | Jonatan Erlich Andy Ram            | Paul Hanley Kevin Ullyett                | 7–6(7–4), 7–6(12–10)         |
| 2005 | Xavier Malisse Olivier Rochus      | Simon Aspelin Todd Perry                 | 7–6(7–5), 6–4                |
| 2004 | Bob Bryan Mike Bryan               | Arnaud Clément Michaël Llodra            | 7–5, 6–3                     |
| 2003 | Jeff Coetzee Chris Haggard         | Max Mirnyj Jeff Morrison                 | 2–6, 6–4, 7–6(9–7)           |
| 2002 | Wayne Black Kevin Ullyett          | Bob Bryan Mike Bryan                     | 7–5, 6–2                     |
| 2001 | David Macpherson Grant Stafford    | Wayne Arthurs Todd Woodbridge            | 6–7(5–7), 6–4, 6–4           |
| 2000 | Mark Woodforde Todd Woodbridge     | Lleyton Hewitt Sandon Stolle             | 6–4, 6–2                     |
| 1999 | Gustavo Kuerten Nicolás Lapentti   | Jim Courier Patrick Galbraith            | 6–4, 6–4                     |
| 1998 | Joshua Eagle Andrew Florent        | Ellis Ferreira Rick Leach                | 6–4, 6–7, 6–3                |
| 1997 | Patrick Rafter Bryan Shelton       | Todd Woodbridge Mark Woodforde           | 6–4, 1–6, 6–3                |
| 1996 | Todd Woodbridge Mark Woodforde     | Jonas Björkman Tommy Ho                  | 7–5, 7–6                     |
| 1995 | Jim Courier Patrick Rafter         | Byron Black Grant Connell                | 7–6, 6–4                     |
| 1994 | Mark Kratzmann Andrew Kratzmann    | David Adams Byron Black                  | 6–4, 6–3                     |
| 1993 | Todd Woodbridge Mark Woodforde     | John Fitzgerald Laurie Warder            | 6–4, 7–5                     |
| 1992 | Goran Ivanišević Marc Rosset       | Mark Kratzmann Jason Stoltenberg         | 7–6, 7–6                     |
| 1991 | Wayne Ferreira Stefan Kruger       | Paul Haarhuis Mark Koevermans            | 6–4, 4–6, 6–4                |
| 1990 | Andrew Castle Nduka Odizor         | Alexander Mronz Michiel Schapers         | 7–6, 6–2                     |
| 1989 | Neil Broad Stefan Kruger           | Mark Kratzmann Glenn Layendecker         | 6–2, 7–6                     |
| 1988 | Darren Cahill Mark Kratzmann       | Carl Limberger Mark Woodforde            | 4–6, 6–2, 7–5                |
| 1987 | Ivan Lendl Bill Scanlon            | Peter Doohan Laurie Warder               | 6–7, 6–3, 6–4                |
| 1986 | turnaj se nekonal                  | turnaj se nekonal                        | turnaj se nekonal            |
| 1985 | Mark Edmondson Kim Warwick         | Nelson Aerts Tomm Warneke                | 6–4, 6–4                     |
| 1984 | Broderick Dyke Wally Masur         | Peter Doohan Brian Levine                | 4–6, 7–5, 6–1                |
| 1983 | Craig Miller Eric Sherbeck         | Broderick Dyke Rod Frawley               | 6–3, 4–6, 6–4                |
| 1982 | Pat Cash Chris Johnstone           | Broderick Dyke Wayne Hampson             | 6–3, 6–7, 7–6                |
| 1981 | Colin Dibley Chris Kachel          | Eddie Edwards Craig Edwards              | 6–3, 6–4                     |
| 1980 | turnaj nebyl součástí okruhu       | turnaj nebyl součástí okruhu             | turnaj nebyl součástí okruhu |
| 1979 | Colin Dibley John James            | John Alexander Phil Dent                 | 6–7, 7–6, 6–4                |
| 1978 | turnaj nebyl součástí okruhu       | turnaj nebyl součástí okruhu             | turnaj nebyl součástí okruhu |
| 1977 | Cliff Letcher Dick Stockton        | Syd Ball Kim Warwick                     | 6–3, 6–4                     |
| 1976 | turnaj nebyl součástí okruhu       | turnaj nebyl součástí okruhu             | turnaj nebyl součástí okruhu |
| 1975 | turnaj nebyl součástí okruhu       | turnaj nebyl součástí okruhu             | turnaj nebyl součástí okruhu |
| 1974 | Grover Raz Reid Allan Stone        | Mike Estep Paul Kronk                    | 7–6, 6–4                     |
| 1973 | turnaj nebyl součástí okruhu       | turnaj nebyl součástí okruhu             | turnaj nebyl součástí okruhu |
| 1972 | čtyřhra nehrána                    | čtyřhra nehrána                          | čtyřhra nehrána              |

### Ženská čtyřhra
| Rok  | vítězky                                                   | finalistky                                      | výsledek                          |
| ---- | --------------------------------------------------------- | ----------------------------------------------- | --------------------------------- |
| 2025 | Mirra Andrejevová Diana Šnajderová                        | Priscilla Honová Anna Kalinská                  | 7–6(8–6), 7–5                     |
| 2024 | Ljudmyla Kičenoková Jeļena Ostapenková                    | Greet Minnenová Heather Watsonová               | 7–5, 6–2                          |
| 2023 | hrán United Cup                                           | hrán United Cup                                 | hrán United Cup                   |
| 2022 | zrušeno kvůli pandemii koronaviru                         | zrušeno kvůli pandemii koronaviru               | zrušeno kvůli pandemii koronaviru |
| 2021 | zrušeno kvůli pandemii koronaviru                         | zrušeno kvůli pandemii koronaviru               | zrušeno kvůli pandemii koronaviru |
| 2020 | Sie Šu-wej Barbora Strýcová                               | Ashleigh Bartyová Kiki Bertensová               | 3–6, 7–6(9–7), [10–8]             |
| 2019 | Nicole Melicharová Květa Peschkeová                       | Čan Chao-čching Latisha Chan                    | 6–1, 6–1                          |
| 2018 | Kiki Bertensová Demi Schuursová                           | Andreja Klepačová María J. Martínez Sánchezová  | 7–5, 6–2                          |
| 2017 | Bethanie Mattek-Sandsová Sania Mirzaová                   | Jekatěrina Makarovová Jelena Vesninová          | 6–2, 6–3                          |
| 2016 | Martina Hingisová Sania Mirzaová                          | Angelique Kerberová Andrea Petkovicová          | 7–5, 6–1                          |
| 2015 | Martina Hingisová Sabine Lisická                          | Caroline Garciaová Katarina Srebotniková        | 6–2, 7–5                          |
| 2014 | Alla Kudrjavcevová Anastasia Rodionovová                  | Kristina Mladenovicová Galina Voskobojevová     | 6–3, 6–1                          |
| 2013 | Bethanie Mattek-Sandsová Sania Mirzaová                   | Anna-Lena Grönefeldová Květa Peschkeová         | 4–6, 6–4, [10–7]                  |
| 2012 | Nuria Llagosteraová Vivesová Arantxa Parraová Santonjaová | Raquel Kopsová-Jonesová Abigail Spearsová       | 7–6(7–2), 7–6(7–2)                |
| 2011 | Alisa Klejbanovová Anastasija Pavljučenkovová             | Klaudia Jansová Alicja Rosolská                 | 6–3, 7–5                          |
| 2010 | Andrea Hlaváčková Lucie Hradecká                          | Melinda Czinková Arantxa Parraová Santonjaová   | 2–6, 7–6(7–3), [10–4]             |
| 2009 | Anna-Lena Grönefeldová Vania Kingová                      | Klaudia Jansová Alicja Rosolská                 | 3–6, 7–5, [10–5]                  |
| 2008 | Dinara Safinová Ágnes Szávayová                           | Jen C’ Čeng Ťie                                 | 6–1, 6–2                          |
| 2007 | Dinara Safinová Katarina Srebotniková                     | Iveta Benešová Galina Voskobojevová             | 6–3, 6–4                          |
| 2006 | Dinara Safinová Meghann Shaughnessyová                    | Cara Blacková Rennae Stubbsová                  | 6–2, 6–3                          |
| 2005 | Jelena Lichovcevová Magdalena Malejevová                  | Maria Elena Camerinová Silvia Farinaová Eliaová | 6–3, 5–7, 6–1                     |
| 2004 | Světlana Kuzněcovová Jelena Lichovcevová                  | Liezel Huberová Magdalena Malejevová            | 6–3, 6–4                          |
| 2003 | Světlana Kuzněcovová Martina Navrátilová                  | Nathalie Dechyová Émilie Loitová                | 6–4, 6–4                          |
| 2002 | Justine Heninová Meghann Shaughnessyová                   | Asa Svenssonová Miriam Oremansová               | 6–1, 7–6(8–6)                     |
| 2001 | Giulia Casoniová Janette Husárová                         | Katie Schlukebirová Meghann Shaughnessyová      | 7–6(11–9), 7–5                    |
| 2000 | Julie Halardová-Decugisová Anna Kurnikovová               | Sabine Appelmansová Rita Grandeová              | 6–3, 6–0                          |
| 1999 | Corina Morariuová Larisa Neilandová                       | Kristine Kunceová Irina Spîrleaová              | 6–3, 6–3                          |
| 1998 | Jelena Lichovcevová Ai Sugijamová                         | Pak Sang-hui Wang Ši-ting                       | 1–6, 6–3, 6–4                     |
| 1997 | Naoko Kidžimutová Nana Mijagiová                          | Ruxandra Dragomirová Silvia Farinaová Eliaová   | 7–6, 6–1                          |

## Galerie

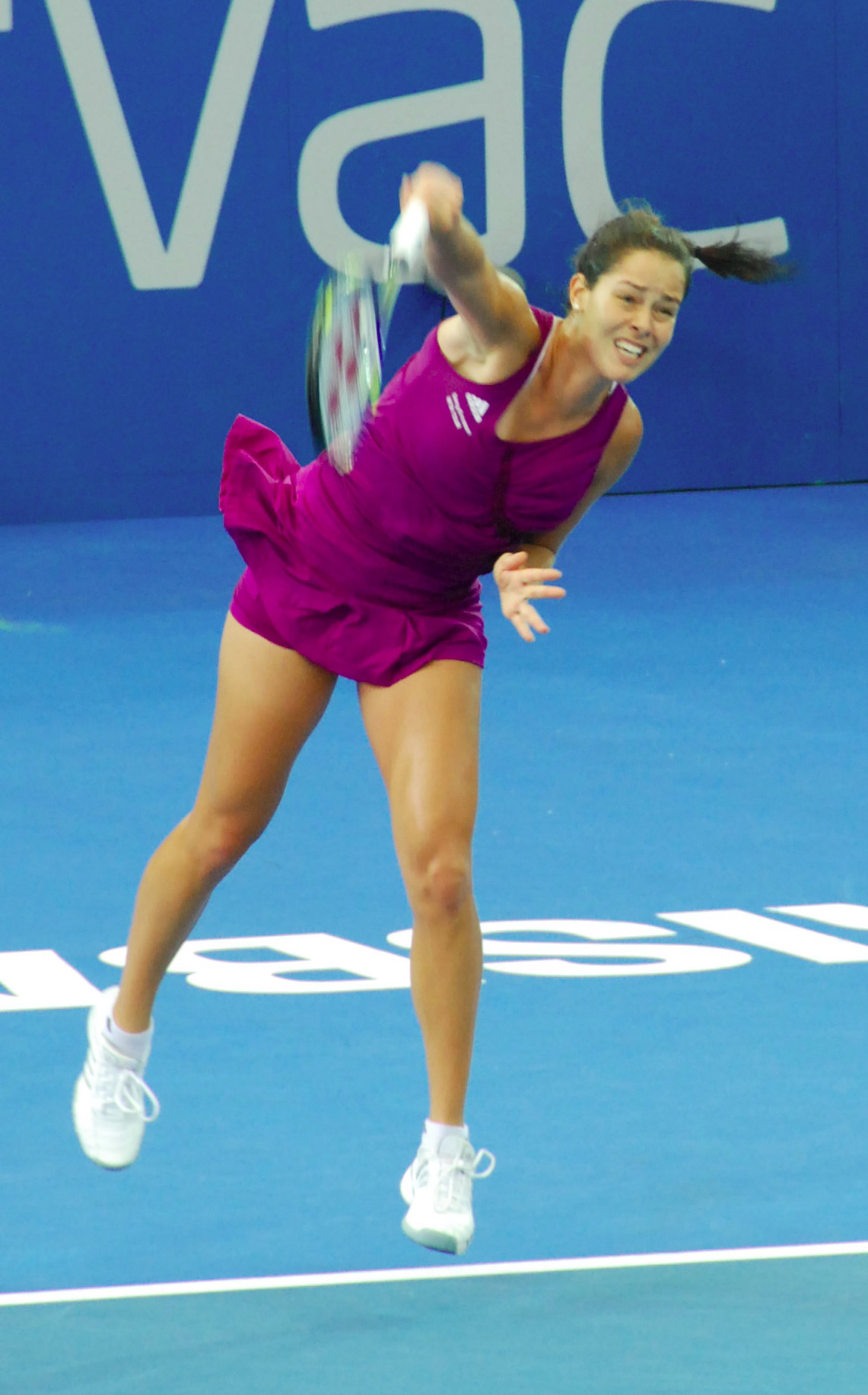
Ana Ivanovićová
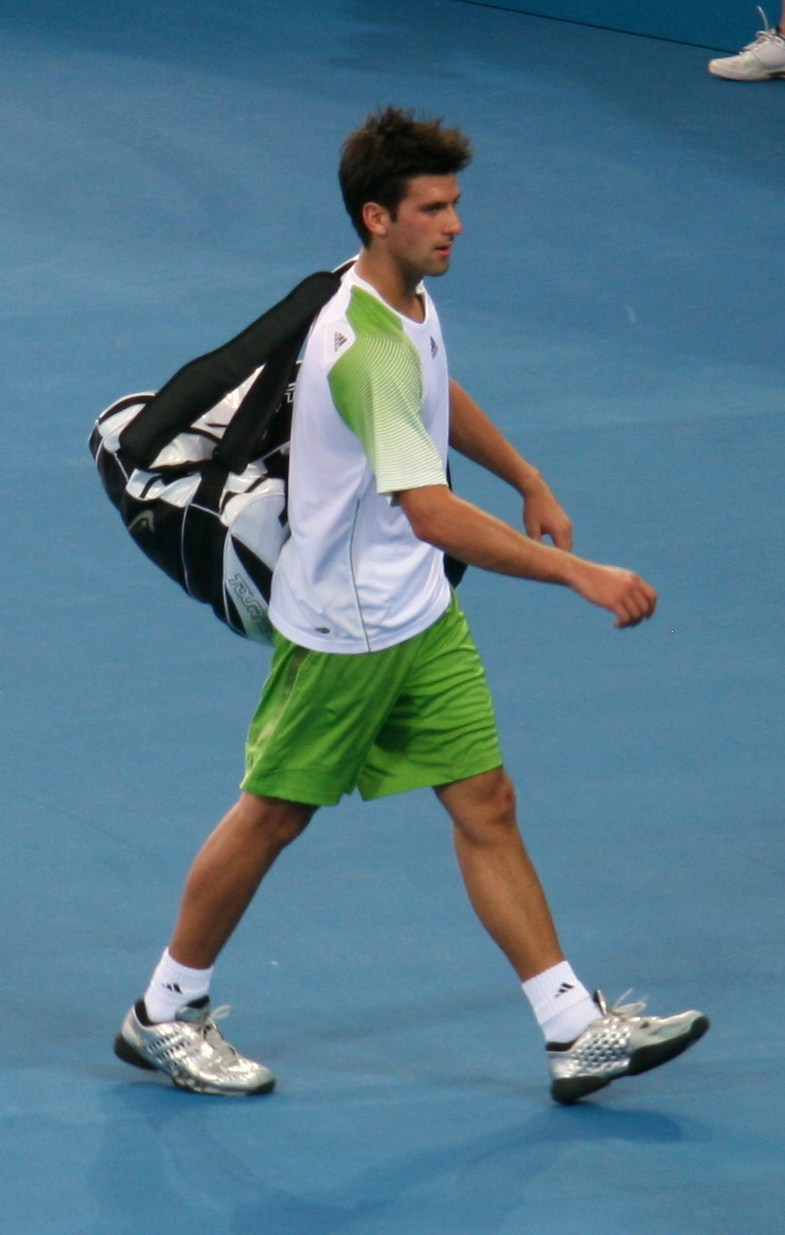
Novak Djoković
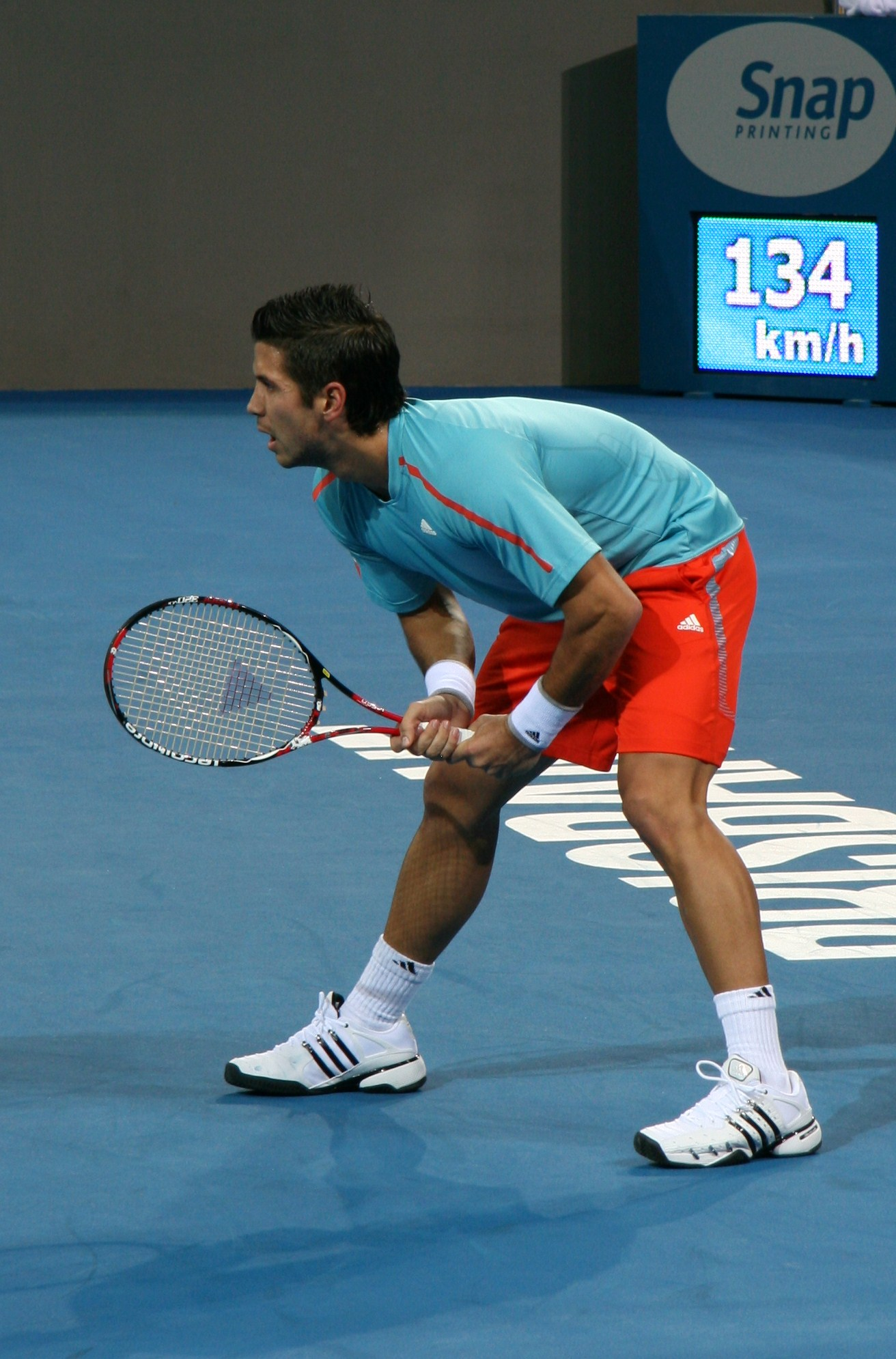
Fernando Verdasco
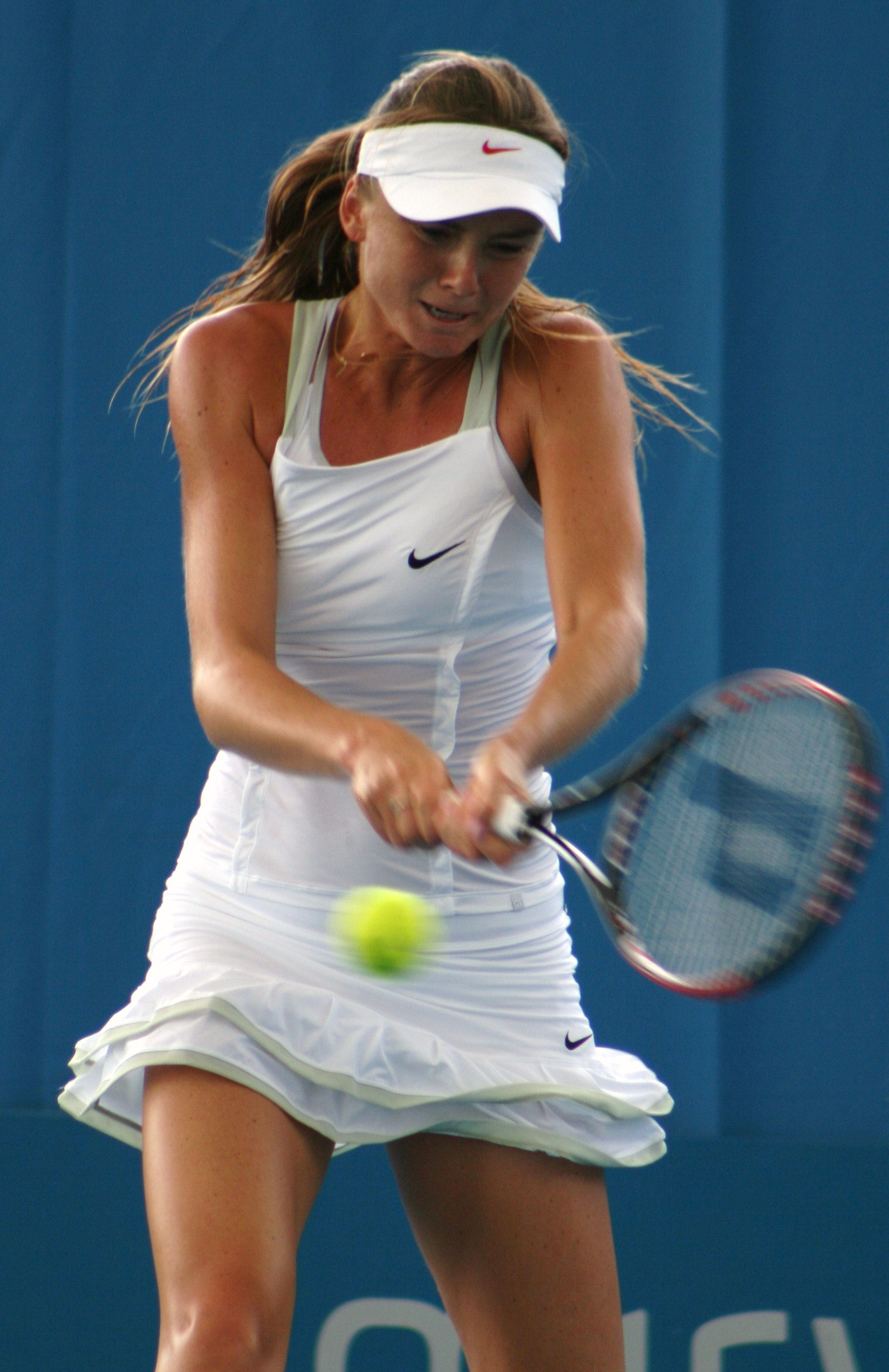
Daniela Hantuchová
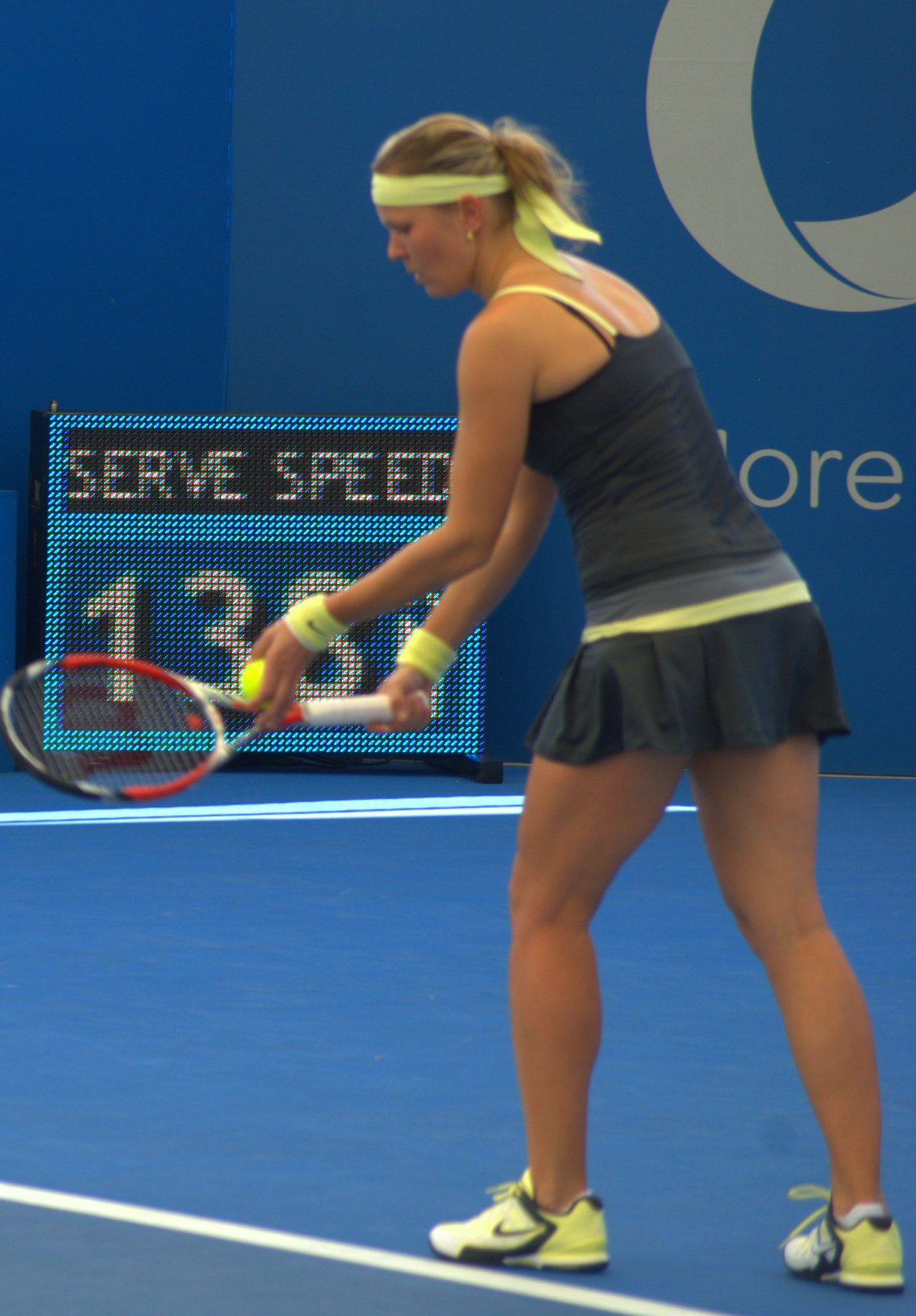
Lucie Hradecká